# Joslyn Hoyte-Smith
Joslyn Hoyte-Smith, född den 16 december 1954 på Barbados, är en brittisk friidrottare inom kortdistanslöpning.
Hon tog OS-brons på 4 x 400 meter stafett vid friidrottstävlingarna 1980 i Moskva. 